# Cleora subcincta
Cleora subcincta är en fjärilsart som beskrevs av W. Warren 1901. Cleora subcincta ingår i släktet Cleora och familjen mätare. Inga underarter finns listade i Catalogue of Life.